# Kanton Gamaches
Kanton Gamaches (fr. Canton de Gamaches) je francouzský kanton v departementu Somme v regionu Hauts-de-France. Skládá se z 36 obcí. Před reformou kantonů 2014 ho tvořilo 20 obcí.

## Obce kantonu
od roku 2015:
| - Aigneville - Allery - Bailleul - Beauchamps - Bettencourt-Rivière - Biencourt - Bouillancourt-en-Séry - Bouttencourt - Bouvaincourt-sur-Bresle - Buigny-lès-Gamaches - Chépy - Citerne - Dargnies - Doudelainville - Embreville - Érondelle - Feuquières-en-Vimeu - Fontaine-sur-Somme | - Frettemeule - Frucourt - Gamaches - Hallencourt - Huppy - Liercourt - Limeux - Longpré-les-Corps-Saints - Maisnières - Martainneville - Mérélessart - Ramburelles - Saint-Maxent - Sorel-en-Vimeu - Tilloy-Floriville - Vaux-Marquenneville - Vismes - Wiry-au-Mont |

před rokem 2015:
- Aigneville
- Beauchamps
- Biencourt
- Bouillancourt-en-Séry
- Bouttencourt
- Bouvaincourt-sur-Bresle
- Buigny-lès-Gamaches
- Cerisy-Buleux
- Dargnies
- Embreville
- Framicourt
- Frettemeule
- Gamaches
- Maisnières
- Martainneville
- Ramburelles
- Rambures
- Tilloy-Floriville
- Le Translay
- Vismes